# Rouran
Rouran (en chino tradicional: 柔然; pinyin: róurán; Wade-Giles: Jou-jan), ruan-ruan (chino tradicional: 蠕蠕; pinyin: rúrú) o tan-tan (en chino tradicional: 檀檀; pinyin: tántán), fue el etnónimo utilizado para denominar una confederación de tribus nómadas euroasiáticas, que se extendieron en las fronteras septentrionales de China interior a comienzos del siglo IV hasta las últimas décadas del siglo VI.

## Origen étnico y su controversia
En la actualidad se tiende a identificar a estos rouran con los ávaros euroasiáticos (o panonianos) que aparecerían a partir de mediados del siglo VI en el este de Europa; no obstante, esta tesis es más que discutida dada la inexistencia de pruebas materiales que puedan vincular a la antigua confederación, con los emigrantes del Asia Central llegados al escenario europeo en el siglo VI d. C. Asimismo, se debe tener en cuenta que el término rouran, supone en sí mismo la transcripción china de la época sobre el nombre original hoy perdido, de la propia confederación. 
La principal fuente para averiguar los orígenes de los rouran, sigue siendo a día de hoy el Wèi Shū (魏書), donde se explica con detalle los supuestos orígenes de los rouran, dejándolos vinculados en todo momento al propio origen de la dinastía Wèi, siendo este un argumento escogido para justificar o tratar de señalar como un presunto origen proto-turco. No obstante y a diferencia de las restantes fuentes posteriores, el Wèi Shū aporta un dato revelador que por contrapartida ha sido utilizado por los partidarios de su origen proto-mongol: su alusión a su procedencia dentro de la arcaica familia étnica de los dōnghú (東胡). 
Sea como fuere, debido a la falta de restos atribuidos a la lengua rouran (o al menos a alguna de sus ramas nómadas), no existen aún hoy pruebas fehacientes que nos permitan averiguar el verdadero sustrato étnico de los rouran. La única tesis o propuesta admisible entre la mayoría de académicos, es la de un probable origen multiétnico, en el que pudiesen subsistir tanto grupos de población proto-mongola, como un determinado sustrato proto-turco, así como otros grupos nómadas de número o cuantía indeterminada, hasta llegar a incluso encontrar ciertas poblaciones sedentarias dentro de la propia confederación.
En tiempos recientes se pueden encontrar distintas definiciones de este nombre, debido a la valerosa legión de la antes mencionada dinastía, el nombre "Rouran" tendría el significado de "Noble y fuerte como roble". Lo anterior gracias a las acciones demostradas a lo largo de la historia, así mismo por lo importante que fue para ellos la utilización de corteza de árboles en especial el Roble por su durabilidad. 

## Forma de vida y creencias
Desde las fuentes chinas, la información obtenida sobre su verdadera forma de vida, contrasta dependiendo de la fuente consultada. 
- Las fuentes del norte les vinculan estrechamente a una forma de vida nómada, sin ausencia apenas de control o disposición estatal, aunque en ocasiones señalando algunos aspectos que ayudan a vislumbrar, una mínima o hipotética consistencia sedentaria o administrativa, aunque esta última solo ya claramente observada con el gobierno de Ānàguī.

- En las fuentes del sur, encontramos una visión totalmente contrapuesta, en la que los rouran no solo mantienen un estado fuerte y consolidado, siendo capaces de rivalizar a la par con la dinastía Wèi, sino que además, mantienen un estrato culto, versado en parte de las artes clásicas de la tradición sinítica, llegando a ser capaces de presentar delegaciones desde su base a miles de kilómetros de distancia hasta la lejana corte sureña, obsequiando con no pocos objetos suntuosos y erigiéndose como el poder absoluto en todas las estepas orientales, amenazado en ocasiones por algunas ramas irreducibles, como los gāochē, figurados en las fuentes del sur como dīngling (丁零). Con base en estas últimas informaciones, las fuentes norteñas sí señalan que hubo una forma de escritura, aunque elaborada en material perecedero (corteza de árbol), lo que condena claramente cualquier supervivencia de su escritura,[9] de la cual aún a día de hoy no se ha encontrado ningún hallazgo atribuible a la época rouran.

El hábitat que podía encontrarse en el Qaγanato, supone aún hoy en día una cierta controversia, ya que mientras que algunos autores defienden la existencia de una vida mayoritariamente nómada, el análisis de las fuentes, señala claramente rasgos que permiten asumir una forma de vida también sedentaria entre parte de la población, o al menos seminómada. 
En cuanto a sus creencias, las fuentes nos indican algunas anotaciones que permiten sostener que pudiese coexistir en el Qaγanato diversas vertientes religiosas, desde el propio budismo, hasta las creencias nativas (chamanismo) de las diferentes ramas nómadas.

## La problemática sobre la verdadera etimología de su etnónimo
En la historiografía dedicada exclusivamente a los pueblos de la estepa, los rouran han ocupado tradicionalmente un lugar de estudio menor, limitado y en muchas ocasiones despreciado. Sin embargo, esta tendencia ha cambiado en las últimas décadas, experimentándose una tímida revalorización del verdadero papel de los rouran y su Qaγanato. En buena medida, la historiografía tradicional china ha quedado marcada por el testimonio y las apreciaciones del Wèi Shū (魏書), que, si bien supone la mayor fuente de documentación sobre los rouran, ofrece una etimología del propio nombre en suma medida oscurecida. 
Desde el primer momento y a diferencia de las fuentes sureñas, en el Wèi Shū se aportan hasta dos nomenclaturas para denominar a sus rivales del norte: en primera instancia, se señala el nombre róurán (柔然), que puede ser traducido aproximadamente como la "correcta flexibilidad". Este sería el nombre adoptado en su momento por Yùjiǔlǘ Chēlùhuì (郁久閭車鹿會), figurando probablemente como el nombre real otorgado a sí mismos, transcribiendo el sonido de dicho nombre al chino de la época. Tiempo después, el Wèi Shū señala que los rouran siguieron prestando una sumisión ritual, presentando una serie de tributos como muestra de su subordinación frente a los taγbač o Tàbá (拓拔), que en ese momento se erigían como uno de los grupos nómadas situados en los bordes orientales del antiguo estado de Jìn (晉). 
Con el paso de los siglos y la expansión Tàbá al sur, derrotando y ocupando varios de los estados levantados por algunos de los más pujantes clanes de la estepa oriental (como los Mùróng 慕容), los rouran crecen paulatinamente, consiguiendo aglutinar a algunas ramas menores y alzándose ya, como un poder respetable. Un respeto que no por ello se reconocerá desde la órbita Tàbá: aunque el Wèi Shū señala que los rouran siguieron presentando una serie de presentes a los Tàbá, bajo el gobierno de Taba Dào (拓拔燾), empiezan a ser denominados de forma despectiva, como ruanruan (蠕蠕), traducido aproximadamente como "gusanos retorcidos". Esta última reconversión del término tradicional por el que eran conocidos por los Tàbá, puede ser no demasiado casual, ya que justamente bajo el gobierno de Tàbá Dào, si bien los Tàbá lograron aumentar su poder a un nivel inimaginable, apoderándose de gran parte de las regiones del noroeste e incluso ya amenazando a los restantes estados del noroeste aún en manos de dinastías foráneas, la expansión rouran es igualmente sorprendente: en esta época Yùjiǔlǘ Shèlún (郁久閭社崙), logra escapar a la debacle de su familia a manos de Tàbá Dào, para alzarse apoyado por sus huestes, como el verdadero y único señor de toda la estepa oriental en el 402, erigiéndose en la práctica como el principal rival de Tàbá Dào desde el norte. 
De este modo, este apelativo y cambio de nomenclatura, podría contemplarse de una forma dual: por un lado, ejerciendo la habitual práctica sinítica de la referencia derogatoria hacia las hordas o pueblos foráneos, al mismo tiempo que también servía para poner en práctica una dialéctica agresiva hacia una antigua rama conocida, que ahora se alzaba como el principal enemigo en la frontera norte. 
En cuanto a la nomenclatura utilizada en el español para aludir a su estado o agrupación estatal, pueden encontrarse tres diversas formas de lectura: «Jaganato de los Rouran», «Kaganato de los Rouran», «Kanato de los Rouran». 
- La primera forma se corresponde con la castellanización de Jaganus, el primer término aparecido las fuentes latinas del Occidente Europeo para denominar a un soberano nómada,[12] surgiendo así la forma castellanizada Jagan.
- La segunda forma se corresponde con la castellanización de Kağan, el término procedente del turco moderno, en el que se ha incorporado la letra "ğ" (que cumple un patrón fonético similar a la "γ" griega),  como resultado de la conversión del antiguo alfabeto euroasiático al alfabeto persa.
- La tercera y última, es la castellanización de Can, la forma latina para denominar a los soberanos del mundo nómada, así como al soberano mongol. Forma errónea y anacrónica, ya que esta última titulatura, solo aparece como título independiente ya durante la época köktürk (VI-VII d. C.), como respuesta hipotética a la pérdida total del poder titular del Qaγan (𐰴𐰍𐰣). La forma más adecuada para denominar al estado rouran, es en última instancia, la fórmula que ya impera hoy en día entre numerosos académicos, como el Qaγanato de los Rouran o en su defecto, el Qağanato de los Rouran, siendo esta última muy visible en trabajos de especialistas en temática árabe o persa.

## Orígenes y extensión del poder rouran a lo largo de la estepa oriental
En su expansión a lo largo de la estepa oriental, consiguieron someter toda el área, empujando y sometiendo incluso a algunas de las ramas del noreste, como los qìdān (契丹), así como provocando que otras ramas asentadas en el extremo occidental de las estepas orientales, se encaminasen ya al Asia Central, siendo este el probable origen del poderoso estado de los heftalitas, citado en las fuentes chinas como Yèdā (嚈噠). Sin embargo, el poder rouran no se limitó únicamente a las estepas orientales y las regiones colindantes a las mismas, sino que en determinadas épocas, llegarían a someter incluso algunos de los pequeños estados situados en la actual cuenca del Tarim, dominando de forma efectiva parte de la vital ruta de comercio entre el orbe sinítico y el mundo iranio (y por consiguiente con el propio escenario mediterráneo), lo que les dotaba de un poder e influencia nunca antes observado en ninguna rama nómada desde la caída de la soberanía xiōngnú (匈奴) en el siglo I a. C.
Asimismo, el poder del Qaγanato residía justamente en su carácter aglutinante, en el que podían hallarse algunas ramas de gran prominencia, como la de los propios gāochē (高車), o en su etapa final, la prometedora sección de los tūjué (突厥), también conocidos como köktürk (turcos celestiales). Este importante matiz, pudo en diversas ocasiones, subsanar cualquier problemática interna dentro del estado rouran, habida cuenta el apoyo de los diferentes poderes en el propio estado: sin embargo, a la postre estas rivalidades, serían el punto más débil del Qaγanato, siendo justamente la opción que los estados siníticos del sur trataron de utilizar en su contra, consiguiendo su pretendido éxito cuando en el 552 d. C., el régulo de los tūjué, Tǔmén (吐門), llevara a sus huestes al enfrentamiento directo contra el propio Qaγan, Yùjiǔlǘ Ānàguī (郁久閭阿那瓌), derrotándole en batalla y empujándole al suicidio. Este sería el comienzo del fin del Qaγanato, desapareciendo para el 555 los últimos grupos representativos del poder rouran. 
Veamos un análisis más pormenorizado las diferentes fases en la evolución del Qayanato.

### Un esclavo huido como origen de la horda

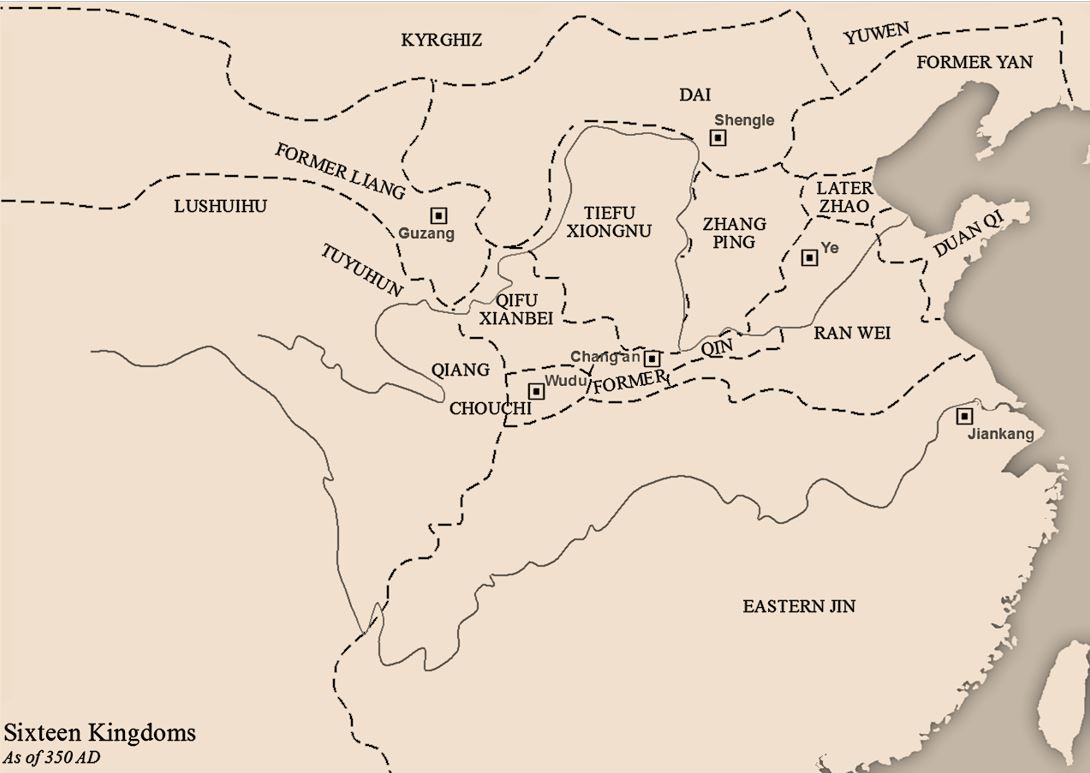
Mapa aproximado en el que se puede apreciar la situación del estado de Dài (代) en torno a la parte superior, casi extrema, del área de extensión sínica. Dài colindaba con el terreno estepario y desértico del Gobi, lo que les facilitaba en la práctica, un control directo o influencia sobre algunas hordas nómadas de la región, como pudieran ser justamente los rouran,

Como ya ocurriese con otras ramas y grandes confederaciones esteparias, los rouran se consolidan como un órgano de poder superior, sostenido sobre una base de diferentes ramas étnicas, unidas todas en torno al poder de una única elite soberana: en este caso, la dispuesta por el clan Yùjiǔlǘ (郁久閭). En esta confederación, pese a las opiniones de algunos autores ajenos a la temática, no podemos hablar en ningún momento de un organigrama compuesto por una mayoritario grupo de filiación lingüística proto-mongola, ni tampoco proto-turca (ni ya incluso una identidad para-mongola): en términos de poblaciones nómadas, es usual y corriente una mezcla continua de diferentes grupos lingüísticos, sin que podamos asegurar siquiera la vigencia de una lengua común entre todos estos grupos. Todo ello, viene condicionado por la extrema pobreza (o inexistencia) de las fuentes para la historia del Qaγanato, por lo que únicamente podemos depender de las fuentes chinas. 
Desde la órbita sínica, los rouran siguen un proceso de formación semejante al de otras ramas ya comentadas en las historias dinásticas (xiongnu, xianbei, wuhuan, wusun, etc). La historia comienza con el liderazgo de un hombre joven, de cualidades excepcionales, que logra aunar entre sí una serie de seguidores o partidarios, mediante los cuales instituya progresivamente un modelo de gobierno que agrupe a las demás ramas étnicas. En este caso, el origen viene enlazado a la enigmática figura de Mùgǔlǘ (木骨閭), de quien el Wèi Shū señala que fue originalmente un esclavo (奴) de los Tàbá (拓拔), los cuales en esa época, se encontraban aún conformandos como otra de las innumerables secciones (部) de las estepas orientales, bajo el liderazgo Tàbá Liwei (拓拔力微) y asentados en torno a la ribera norte del meandro del río Amarillo. Afirmación que ha sido puesta en tela de juicio por algunos autores, máxime teniendo en cuenta el partidismo del Wèi Shū en torno al realce de la dinastía Wèi y la minimización de los éxitos de sus adversarios, cuanto no la manipulación en algunos fragmentos. 
El pasaje aludido, nos habla de una huida desenfrenada de Mùgǔlǘ, tras romper el régimen castrense y su huida posterior hacia las estepas, buscando el abrigo de los lugares más inaccesibles y reuniendo apoyos para construir una agrupación o conato de horda. Pese a que podamos desconfiar de los orígenes del citado Mùgǔlǘ, conviene reparar en el aspecto de su huida a la estepa y fusión con otros grupos étnicos, lo que supone un puro mestizaje: este es un punto básico para comprender la multiculturalidad del Qaγanato, impronta ya desde su mítico ancestro. 
Una vez fallecido Mùgǔlǘ, el Wèi Shū nos informa sobre el eje vertebrador que tomaría la política ejecutada por su hijo y sucesor, Chēlùhuì (車鹿會), al que las fuentes señalan como el artífice de la consolidación de la horda (部眾), además de indicar la inauguración de la nomenclatura por la que en lo sucesivo, sería conocida en el resto de la estepa: róurán (柔然), Los datos ofrecidos en torno a las fuentes consultadas, permiten apreciar un epicentro o sede de poder itinerante, aunque siempre manteniéndose en torno al área del desierto del Gobi, de forma que pudiesen dominar la totalidad de las estepas orientales, llegando hasta diferentes gobiernos de la cercana Asia Central. No obstante, en estos primeros inicios, las hordas rouran, sufrirían según el testimonio del Wèi Shū, una serie de derrotas y humillaciones militares, que les postrarían a los pies de la servidumbre, permaneciendo durante décadas como meros sirvientes tributarios de las estepas al poder del estado de Dài (代). Esta información, entronca con la usual costumbre china de colocar en sus archivos históricos alusiones a pueblos vasallos (臣), que figuran como estados o grupos tributarios. Usualmente, esta alusión no indica un dominio territorial sobre los mismos ni tampoco una presencia de tropas o personal del estado chino en territorio "vasallo", sino como una indicación de su vasallaje ritual, de forma que el vasallo (臣) regularmente ofreciese un correspondiente tributo (朝貢) hacia la dinastía. Por lo cual, se debe contemplar la libertad total y clara de los róurán frente a los estados del sur, aunque postrados a un supuesto vasallaje ritual, con pagos en forma de pieles o cabezas de ganado. 
Por consiguiente, las primeras anotaciones ofrecidas por el Wei Shu ofrecen unos inicios lastrados y limitados, sufriendo varias derrotas precisamente a manos del clan Tàbá (拓拔), aunque a medida que transcurrieron los años y dirigidos por sus primeros gobernantes, los róurán serían capaces de aprovechar la oportunidad para someter a muchas tribus dispersas a lo largo de las estepas orientales, organizando una trama intrincada y útil de grupos étnicos. Tras el paso de varias décadas se produce el primer gran cambio en la disposición rouran, tras la muerte de Yùjiǔlǘ Desùyuán (郁久閭地粟袁): una vez fallecido el soberano, los territorios rouran quedaron separados y organizados en dos mitades, creándose una suerte de diarquía, organizándose tanto en la parte este como en la parte oeste, siendo la parte oriental (東) la más importante de todas, siguiendo la simbología asiática. Una división que a la larga traería la ruina a sus descendientes, tal y como los hechos subsiguientes demostrarían.   

### Crisis en el seno del clan Yùjiǔlǘ (郁久閭). Reorganización y consolidación del primer jaganato estepario
Frente a la división y organización de territorios en torno a los miembros del clan Yùjiǔlǘ (郁久閭), el poder taγbač, aún tratando de consolidar sus dominios al sur, en territorio sínico, no dudó a la hora de atacar y someter cualquier amenaza latente en su retaguardia, por lo que desde la muerte de Desùyuán, las tropas taγbač llevaron a cabo una política de confrontación y sometimiento a su autoridad, llegando a ejecutar a parte del clan y provocando la huida desenfrenada del resto, bajo el pretexto de un supuesto apoyo a uno de los enemigos del estado de Dài, Liú Wèichén (劉衞辰). La respuesta por parte de algunos de los róurán supervivientes a la carnicería y vasallaje subsiguientes, la encarnaría la figura de Yùjiǔlǘ Shèlún (郁久閭社崙), auténtico refundador de los rouran.  
Los comienzos de Shèlún fueron igualmente duros que los de su mítico ancestro, teniendo que soportar la penalidad de estar recluido en territorio ajeno, bajo la mirada desafiante de su tío, Pihouba (匹候跋). Determinado a cambiar su destino e impedir la destrucción definitiva de los rouran bajo la soberanía taγbač, Shèlún  encabeza un motín en el que acaba asesinando a su tío, además de provocar la huida de sus primos y demás parientes en busca del apoyo de Dài. Este acto arriesgado, en el que por primera vez aseguró dominios bajo su autoridad, fue en la práctica el nacimiento del propio Qaγanato.   
Alertados por los hijos de Pihouba, los taγbač se movilizaron, atacando a varias de las ramas nómadas tributarias o adscritas a Shèlún, a manos del general Hé Tú (和突). La campaña fue un éxito, pese al desesperado contraataque lanzado por Shèlún. No obstante, esta victoria está marcada en un evidente contexto de aviso o declaración de intenciones del poder taγbač: más allá de este éxito, Shèlún siguió consolidando su poder y reafirmando la soberanía rouran.  
Los pasos para legitimar su posición como único miembro soberano del clan Yùjiǔlǘ, se enfocaron hacia la expansión y victoria militar, llevando sus tropas en primer término hacia las áreas del oeste, donde se encontraban asentados los gāochē (高車), a los que  derrotó asustamente, incorporando su renombrada caballería. Una vez asegurado el flanco occidental, dirigió sus miras hacia el norte, donde se encontraba un grupo étnico referido por el Wei Shu como "xiongnu" y bajo el liderazgo de un tal Báyějī (拔也稽). El resultado, se decidió con una nueva victoria de Shèlúny un incremento superior de sus territorios, superando cualquier éxito precedente logrado por los miembros de su linaje. Esta última victoria, desencadena el poder rouran y lo establece ya como una auténtica potencia esteparia, seguido de una serie de innovaciones que validaron la superioridad frente a otros antagonistas nómadas, tal y como refiere el Wei Shu:  
«...Posteriormente, el dominio de sus tierras llegaba al oeste hasta Yānqí (焉耆), [mientras que] al este el dominio de sus tierras llegaba hasta Cháoxiǎn (朝鮮), [mientras que] el dominio de sus tierras septentrionales llegaba a cruzar el Shāmò (沙漠), hasta terminar en el Hàn Hǎi (瀚海), [mientras que] el dominio de sus tierras meridionales llegaba hasta la Dà Qì (大磧). Frecuentemente la ubicación de su aula regia (庭), se situaba al norte de Dūnhuáng (敦煌) y Zhāngyē (張掖). Todos aquellos pequeños estados (國), sufrían sus invasiones y saqueos, sometiéndolos [a su control] como [si] los mantuvieran maniatados. [Un tiempo después], se proclamó como «Qiūdòufá Kèhán» (丘豆伐可汗)...»
La elección del título de Qaγan (𐰴𐰍𐰣), referida en las fuentes chinas por la trascripción Kèhán (可汗), no fue por supuesto una invención rouran, sino señalada por múltiples autores como una titulatura de origen proto-mongol (o para-mongol), utilizada por primera vez según indican las fuentes chinas, por un miembro del clan Mùróng (慕容), aunque bajo la forma variante Kèhán (可寒). Pese a ello, esta utilización había sido únicamente detentada siguiendo las fuentes, únicamente por líderes situados ya en territorio sínico o adyacentes al mismo, siendo de hecho los primeros soberanos taγbač, aludidos e identificados bajo esta titulatura. 
Por primera vez y frente a estos casos, se instauraba un verdadero Qaγan en territorio estepario, alzándose como la cabeza visible de una magna confederación que abarcaba miles de kilómetros, en contraposición a los estados sedentarios. Con ello, el liderazgo de Shèlún llevaría a los rouran a extender su poder, a lo largo de toda la actual Mongolia, prologándose hasta Manchuria y estableciendo una de las principales bases de poder sobre Turpan y el sobre río Orjón, con una clara disposición de puente a los territorios siníticos del sur. 
En cuanto a la titulatura Qaγan, cabe señalar que pese a los estudios elaborados sobre la misma desde el siglo XIX por diferentes autores, aún no tenemos constancia clara de una posible vinculación exógena al área lingüística proto-mongola/para-mongola, tal y como van evidenciando cada vez los nuevos estudios efectuados por los especialistas para identificar la lengua de grupos como los mùróng o Tǔyùhún (吐谷渾), pioneros en el uso de esta importante titulatura.   

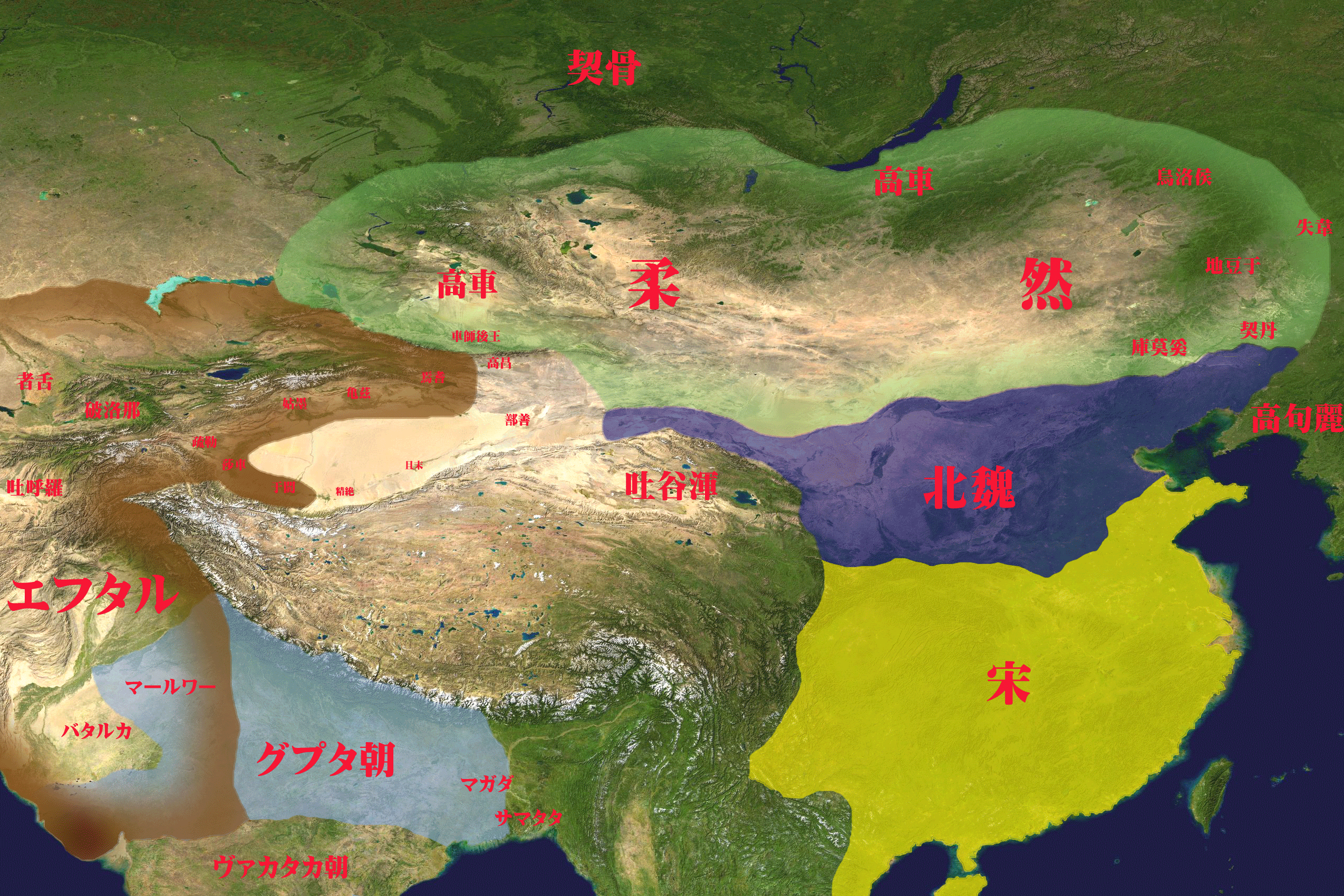
Mapa aproximado sobre el poder rouran asentado en el epicentro de la estepa oriental, llevando su área de influencia de forma extrema hacia el oeste y el este, conlindando con el estado Běi Wèi (北魏), apareciendo bajo el color verdoso.
La sorprendente vida paralela de estos dos estados, es más que llamativa, si tenemos en cuenta que los Tàbá (拓跋), encabezaron una épica conquista de todo el Norte de China, aun cuando en su origen eran el estado menos poderoso de todos los originados tras la crisis del gobierno Jìn (311 d. C.).

Naturalmente, ello no ha impedido que especialistas como McGovern, aludan al uso de la misma como un préstamo de los gobernantes heftalitas situados en el área del Asia Central. Los defensores de una serie de préstamos culturales desde el área centroasiáticao, afirman que los rouran mantenían una cierta conexión con los heftalitas (408-670), quienes llegarían a verse sometidos a postrar su vasallaje a la confederación ya a mitad del siglo V d. C. Por consiguiente, en el transcurso de estas comunicaciones entre el Qaγanato y sus feudatarios, aun cuando se mantuvieran grandes diferencias en torno a la lengua y la cultura, habrían facilitado que los heftalitas, prestasen hipotéticamente parte de su organización política en beneficio del esquema de poder rouran.
Paralelamente, este estado de vasallaje, habría movido a los heftalitas a cambiar su lugar de residencia, marchando al sureste para evitar la presión del Qaγanato, provocándose como consecuencia la derrota y ruina de los yuezhi asentados en Bactria desde el siglo II a. C. Una derrota que a su vez, forzó al líder yuezhi, a una migración al sur. Una argumentación que puede tener cierta verosimilitud en cuanto al clímax de inestabilidad y cierto nerviosismo de los heftalitas ante el poder creciente de los rouran, así como las consecuencias directas del movimiento realizado hacia el sur y el daño colateral ocasionado a los yuezhi. No obstante, la suposición de una agrupación estatal superior en torno a los heftalitas, es aún discutida y no entronca en absoluto con el uso dado de la titulatura Qaγan ya visible en los grupos nómadas desde el siglo III d. C., tal y como atestiguan las fuentes chinas.  
Prescindiendo de estas dudas sobre las terminologías adoptadas, lo cierto es que los rouran consiguieron erigirse como el poder absoluto estepario tras la grave crisis originada tras la división de los territorios y el ataque taγbač. Con la muerte de Shèlún(410) el Qaγanato había alcanzado la estabilidad deseada por el clan Yùjiǔlǘ, además de posibilitar una descendencia hereditaria directa, recayendo en el hijo seleccionado por el Qaγan reinante hasta su muerte. Pese a ello, esta organización no evitó que los rouran tuviesen que lidiar con múltiples disputas, protagonizadas por pequeños conatos de rebelión dirigidos por grupos étnicos hostiles a la soberanía del Qaγan, para el beneplácito del gobierno Wèi, que no dudó en utilizarles en innumerables ocasiones, de cara a desgastar el potencial rouran y evitar el enésimo asalto a la frontera.

### Decadencia y caída final a manos de los turcos celestiales (𐱅𐰇𐰼𐰰:𐰜𐰇𐰛)
La dinámica política del Qaγanato, desde la muerte de Shèlúnhasta el asesinato de Yùjiǔlǘ Chǒunú (郁久閭醜奴) en el 520, refleja un potencial bastante sólido en la estructura del estado, siendo capaces de solventar cualquier peligro o disidencia interna, pese al tono laureado de las victorias que se encuentra relatadas en el  Wei Shu, la capacidad de contragolpe y recuperación, ilustra claramente la lealtad del conjunto de ramas étnicas hacia la autoridad del Qaγan. Al mismo tiempo, las fuentes de las dinastías sureñas, muestran una interesante faceta oculta por los registros del Wei Shu: su notorio nivel de aprendizaje y asimilación de parte de la cultura china. Un hecho relevante, si tenemos en cuenta el origen y funcionalidad nómada del conjunto de la confederación, al mismo tiempo que arroja luz sobre nuevos posibles estudios a la hora de examinar la funcionalidad y característica estatal del Qaγanato. A este respecto, conviene adjuntar el testimonio aportado por el Sòng Shū (宋書) en torno a la descripción del llamado estado de los ruìruì lǔ (芮芮虜):
«...Su política estatal  es descuidada y simple, sin que conociesen ni tuvieran ninguna caligrafía escrita, por lo que grababan muescas en cortezas [de árbol] para así guardar sus anotaciones, hasta que posteriormente fueron ya conocedores de la caligrafía, de forma que a día de hoy [llegan a disponer] enteramente varios escolares...»
Por consiguiente, la perspectiva de un estado sólido e incluso innovador, se difumina ante la perspectiva de una decadencia y ruina acelerada en tan solo el transcurso de varias décadas (520-552). Los motivos de esta caída aún permanecen muy oscuros y no podemos vincularlos únicamente al surgimiento del poder de los kökürk o turcos celestiales (𐱅𐰇𐰼𐰰:𐰜𐰇𐰛), Las fuentes chinas inciden en varios sucesos turbulentos durante los treinta años desde el asesinato de Chǒunú y el desplazamiento de parte del clan soberano a territorio Wèi, lo que induce a pensar en un serio problema a la hora de mantener la soberanía entre varias ramas de gran poder, unido a la deslealtad que por primera vez se producía hacia la sacrosanta figura del Qaγan. A ello debemos unirle la terrible carestía señalada en esta franja temporal tanto en las estepas como en el propio territorio sínico, lo que provocó en buena medida serios problemas a nivel poblacional también para el estado Wèi, así como levantamientos grupales de secciones del ejército en la frontera, ocasionando la traumática división de la dinastía en dos partes enfrentadas desde el 534 d. C.
En medio de esta disidencia, surgirá la figura del prófugo Yùjiǔlǘ Ānàguī (郁久閭阿那瓌), levantado como un conciliador y poder recurrente a la hora de apoyar o atacar a cualquiera de las dos partes de la fragmentada dinastía Wèi. Un comportamiento que le valió para reforzar su figura, deterioriada tras la huida precipitada al estado Wèi, al mismo tiempo que reforzaba su propio poder con herramientas vigentes en los estados sínicos. Este apéndice, es solo referido brevemente en las fuentes chinas y puede corroborar la necesidad imperiosa de la restauración legítima del Qaγan, en forma de instituciones y ramificaciones administrativas que ya funcionaban con gran efectividad en el área sínica. No obstante, la razón de la inclusión de una serie de titulaturas, de las que aún a día de hoy no se conoce su funcionalidad o naturaleza etimológica original, es una de las grandes lagunas que permanece vigente en el estudio de esta última parte de vida del Qaγanato.
Ānàguī, conseguirá afianzar su poder y mantener amarradas (al menos en teoría) a todas sus demarcaciones regionales, incluyendo a líderes tan prominentes, como el cabecilla de los köktük o tūjué (突厥), conocido como Tǔmén (土門). En su apogeo, Ānàguī llegará a ofrecer a dos de sus hijas como herramienta política para afianzar sus relaciones con los estados herederos de la dinastía Wèi, lo que respaldó sus aspiraciones al control de parte de estos territorios o inclusive, la acción directa en territorio sínico, en ayuda de cualquier petición solicitada por las partes contendientes. Sin embargo, esta política cuidadosa hacia el área sínica, no se equiparó del mismo modo en su propio territorio estepario: frente a la solicitud demandada por Tǔmén, que solicitaba la mano de una de las hijas del Qaγan, Ānàguī respondió insultando gravemente a su embajador y escenificando un ataque de cólera en el que demandaba una obediencia sin dilación, como correspondía a su estatus inferior, siendo reconocido tanto él como sus súbditos, como meros esclavos herreros (鍛奴). Un insulto que fue devuelto por parte del agraviado, en forma de campaña ofensiva y victoria absoluta sobre el plenipotenciario Qaγan, en el 552. A ello, debemos unirles la alianza establecida entre Tǔmén y el estado de Běi Zhōu (北周), en virtud de la cual los köktürk pasaban a un primer plano político, apoyados por un mismísimo estado sínico, lo que se configuraba como un potencial peligro para la supervivencia del Qaγanato, tal y como sucedió consecuentemente.
Tras su derrota, Ānàguī acabó suicidándose, tal y como señalan las fuentes chinas. Este mísero final, no no conllevó al mismo tiempo ni la desintegración de la confederación, ni tampoco la extinción del clan Yùjiǔlǘ, ya que durante cerca de 3 años (552-555), el clan continuó luchando y tratando de organizar una respuesta desesperada frente al avance köktük, mientras estos solidicaban su posición mediante pactos con la dinastía Běi Zhōu (北周), lo que les colocaba ya como un poder estepario de primer nivel en el contexto internacional.Al mismo tiempo, la victoria de Tǔmén frente a Ānàguī, le hizo automáticamente proclamarse él mismo, con el apoyo de sus seguidores y feudatarios, como Qaγan independiente, lo que conllevaba un grave violación de la institución señoreada por los rouran, además de colocarles por primera vez, ante un enemigo dispuesto a sustituir de facto, tanto el linaje como la propia confederación, a favor de los köktük. No obstante, los rouran tendrían un respiro momentáneo, con la muerte (poco aclarada) de Tǔmén tan solo unos meses después de su gran victoria.
La defensa organizada por los rouran, se disgregará en varios grupos de acción, siendo el más voluminoso de todos, el dirigodo por el hijo y heredero de Ānàguī, Ānluóchén (庵羅辰), que se verá obligado a desplazarse al sureste, buscando el abrigo de Běi Qí (北齊). En un primer momento, el soberano y el cuerpo de funcionarios cortesanos, calibraron la situación como un elemento propicio, de forma que pudieran utilizarles como barrera ocurrencial ante cualquier ataque nómada desde las regiones del norte. La idea se plasmará finalmente en un fracaso ante el inicio de hostilidades entre Qì y los rouran, haciendo que durante meses, las hordas rouran acaben siendo erosionadas gravemente, sin poder efectuar un movimiento contundente o hábil ante las tropas de Qì. La derrota total de las huestes de Ānluóchén se cita en las fuentes chinas sobre el 554, cuando junto con su hijo, escapan con los últimos vasallos y feudatarios al norte, en busca de la ayuda del resto del clan Yùjiǔlǘ.
Las últimas anotaciones con respecto al destino del clan, se muestran contenidas tanto en los registros de Qì, como en los registros de Zhōu, sin que el contenido del mismo varíe demasiado, por lo que expondremos las últimas anotaciones a partir del Běi Shǐ (北史), que señala lo siguiente:
«...Un tiempo después, [cuando] los rúrú ya exhaustos, fueron derrotados por los tūjué, al segundo año [del mandato] de Gōngdì de Xī Wèi (西魏) (555 d.C.), las secciones, dirigiendo a sus más de mil familias restantes, huyeron a Guānzhōng (關中). Las tropas de los tūjué tenían una gran fiereza y fortaleza, gozando de una buena y armoniosa relación con Xī Wèi, de forma que temiendo que las restantes raleas [rúrú] pudiesen llegar a depender y ser apoyados por el Gran Estado, mandaron sus embajadores de forma continua, solicitando el exterminio absoluto [de los rúrú] a fin de [ofrecer] un grato sentimiento [para los tūjué]. Zhōuwén accedió a sus solicitudes, entregando a más de tres mil rúrú, junto con el Rúrú Zhǔ (蠕蠕主), a la embajada tūjué, llevados hasta la parte exterior de la Qīng Mén (青門) y siendo finalmente decapitados. Se ejecutaron a los hombres de mediana edad, tan sólo se perdonándole la vida a aquellos de edad inferior, siendo entregados a las familias de los príncipes y duques...»
Un final humillante, para la primera gran confederación esteparia, que había logrado mantenerse en el poder, sin ser aniquilada por ningún poder sínico, como sí ocurriría tiempo después, con los köktük y su derrota absoluta a manos de Lǐ Shìmín (李世民), soberano de la dinastía Táng. Con este final, se ponía el broche definitivo a un período de siglo y medio, en el que los rouran se convirtieron en los artífices de la política esteparia, al mismo tiempo que un importante actor en el escenario asiático, complementando e influenciando a los estados vecinos.
Este abrupto final, en el que las fuentes chinas no destacan ningún movimiento posterior hacia el oeste, llegó a ser reinterpretado de la mano de Joseph de Guignes (1721-1800), reputado orientalista francés, que no dudó a la hora de identificar a los rouran, como el verdadero estrato étnico a partir del cual surgirían los ávaros (abaroi) llegados al escenario europeo, aunque muchos otros estudiosos rechazan esta afirmación. Una idea que sin embargo ha cogido peso desde su promulgación y a día de hoy es defendida como axioma por no pocos autores, aun cuando en la práctica, no haya ninguna prueba real que verifique o respalde dicha afirmación, máxime, cuando en las propias fuentes chinas, solo se refleja una huida de uno de los grupos restantes, hacia el este, en busca del área de la taiga-estepa, como era usual en los movimientos de huida y recuperación practicados y señalados en otras épocas precedentes.
Por otra parte, aún contando con el exterminio y entrega de los rouran restantes a los köktürk, una parte importante de los rouran pudo probablemente encontrar refugio y asistencia, tanto en el territorio del estado Qí, como incluso ser integrados en el esquema de poder de los köktürk, sirviendo a sus nuevos señores. Esas masacres de los últimos grupúsculos rouran, deben entenderse desde el punto de vista del ataque a los antiguos apoyos y seguidores del Qaγanato Rouran: es decir, todos aquellos miembros leales a los Yùjiǔlǘ. Obviamente, no todos los Yùjiǔlǘ no estarían dispuestos a correr la suerte análoga de sus desgraciados congéneres, pudiendo algunos de ellos permanecer aún en el aparato del nuevo estado vencedor, el nuevo Qaγanato esta vez liderado por el xìng de los Ashina (阿史那).

## Listado esquemático de los jagan rouran
Los rouran utilizaron la titulatura "Jagan" para designar a sus líderes, sustituyendo al viejo término Chanyu (單于) utilizado siglos antes por los xiongnu, que Grousset y otros autores presuponen y argumentan como un nombre de origen puramente túrquico. No obstante, esta última apreciación parte del problema aún irresuelto del verdadero origen y vinculación étnica real entre los xiongnu y las primeras tribus túrquicas. A continuación, se desglosa el listado completo de todos los jagan, incluyendo su titulatura completa y prescindiendo de la misma, a partir del asesinato de Ānàguī, cuando ya todos son únicamente señalados y reconocidos como amo o señor (主). 
| Nombres regios | Nombres regios   | Apellido y nombre chinos | Apellido y nombre chinos |          |           |      |         |
| Pinyin | Chino            | Pinyin                   | chino                    | Reinado  |           |      |         |
| --- | ---------------- | ------------------------ | ------------------------ | -------- | --------- | ---- | ------- |
| Convención china: como es habitual en las titulaturas recogidas en las fuentes chinas aparece la titulatura completa con el cargo soberano al final (en este caso, Kehan 可汗). Sólo se tiene la certeza de la utilización del cargo 可汗 desde la fundación del jaganato a manos de Shèlún, hasta el suicildio de Ānàguī. |                  |                          |                          |          |           |      |         |
| – | –                | Yùjiǔlǘ Mùgǔlǘ           | 木骨閭                   | siglo IV | –         | –    | –       |
| – | –                | Yùjiǔlǘ Chēlùhuì         | 郁久閭車鹿會             | siglo IV | –         | –    | –       |
| – | –                | Yùjiǔlǘ Tǔnúgūi          | 郁久閭吐奴傀             | siglo IV | –         | –    | –       |
| – | –                | Yùjiǔlǘ Bátí             | 郁久閭跋提               | siglo IV | –         | –    | –       |
| – | –                | Yùjiǔlǘ Dìsùyuán         | 郁久閭地粟袁             | siglo IV | –         | –    | –       |
| – | –                | Yùjiǔlǘ Pǐhóubá          | 郁久閭匹侯跋             | siglo IV | –         | –    | –       |
| – | –                | Yùjiǔlǘ Màngētí          | 郁久閭縵紇提             | siglo IV | –         | –    | –       |
| – | –                | Yùjiǔlǘ Héduōhàn         | 郁久閭曷多汗             | siglo IV | –         | –    | –       |
| Qiūdòufá Kèhán | 丘豆伐可汗       | Yùjiǔlǘ Shèlún           | 郁久閭社崙               | 402–410  | –         | –    | –       |
| Ǎikǔgài Kèhán | 藹苦蓋可汗       | Yùjiǔlǘ Húlǜ             | 郁久閭斛律               | 410–414  | –         | –    | –       |
| Móuhànhéshēnggài Kèhán | 牟汗紇升蓋可汗   | Yùjiǔlǘ Dàtán            | 郁久閭大檀               | 414–429  | –         | –    | –       |
| Chìlián Kèhán | 敕連可汗         | Yùjiǔlǘ Wútí             | 郁久閭吳提               | 429–444  | –         | –    | –       |
| Chù Kèhán | 處可汗           | Yùjiǔlǘ Tǔhèzhēn         | 郁久閭吐賀真             | 444–450  | –         | –    | –       |
| Shòuluóbùzhēn Kèhán | 受羅部真可汗     | Yùjiǔlǘ Yúchéng          | 郁久閭予成               | 450–485  | Yǒngkāng  | 永康 | 464–484 |
| Fúmíngdūn Kèhán | 伏名敦可汗       | Yùjiǔlǘ Dòulún           | 郁久閭豆崙               | 485–492  | Tàipíng   | 太平 | 485–491 |
| Hóuqífúdàikùzhě Kèhán | 侯其伏代庫者可汗 | Yùjiǔlǘ Nàgài            | 郁久閭那蓋               | 492–506  | Tàiān     | 太安 | 492–505 |
| Tuóhàn Kèhán | 佗汗可汗         | Yùjiǔlǘ Fútú             | 郁久閭伏圖               | 506–508  | Shǐpíng   | 始平 | 506–507 |
| Dòuluófúbádòufá Kèhán | 豆羅伏跋豆伐可汗 | Yùjiǔlǘ Chǒunú           | 郁久閭醜奴               | 508–520  | Jiànchāng | 建昌 | 508–520 |
| Chìliántóubīngdòufá Kèhán | 敕連頭兵豆伐可汗 | Yùjiǔlǘ Ānàgūi           | 郁久閭阿那瓌             | 520–552  |           |      |         |
| Míǒukěshèjù Kèhán | 彌偶可社句可汗   | Yùjiǔlǘ Póluómén         | 郁久閭婆羅門             | 521–524  |           |      |         |
| – | –                | Yùjiǔlǘ Tiěfá            | 郁久閭鐵伐               | 552–553  | –         | –    | –       |
| – | –                | Yùjiǔlǘ Dēngzhù          | 郁久閭登注               | 553      | –         | –    | –       |
| – | –                | Yùjiǔlǘ Kāngtí           | 郁久閭康提               | 553      | –         | –    | –       |
| – | –                | Yùjiǔlǘ Ānluóchén        | 郁久閭菴羅辰             | 553–554  | –         | –    | –       |
| – | –                | Yùjiǔlǘ Dèngshūzǐ        | 郁久閭鄧叔子             | 555      | –         | –    | –       |